# Loubajac
Loubajac é uma comuna francesa na região administrativa de Occitânia, no departamento dos Altos Pirenéus. Estende-se por uma área de 6,55 km². Em 2010 a comuna tinha 415 habitantes (densidade: 63,4 hab./km²).